# Диас, Хуан Мануэль
Хуан Мануэль Диас Мартинес (исп. Juan Manuel Díaz Martínez; род. 28 октября 1987 или 28 января 1987, Монтевидео) — уругвайский футболист, защитник.

## Биография
Диас начал карьеру в 2005 году в клубе «Ливерпуль» из Монтевидео. В 2007 году получил известность как один из лидеров молодёжной сборной Уругвая, с которой он принял участие в молодёжных чемпионатах Южной Америки и мира (в последнем уругвайцы вышли в 1/8 финала).
В 2008 году футболист перешёл в состав аргентинского «Эстудиантеса». С этим клубом он дошёл до финала Южноамериканского кубка.
В 2009 году Диас выиграл Кубок Либертадорес. В Апертуре 2009 Диас окончательно закрепился в основе клуба. Уругваец был игроком основного состава и в победном полуфинальном матче клубного чемпионата мира.
В январе 2010 года Диас перешёл в «Ривер Плейт». Спустя 2 года вернулся в чемпионат Уругвая, став игроком «Насьоналя».
В 2007 году выступал за сборную Уругвая на молодёжном чемпионате мира. В конце июля 2010 года был вызван на товарищеский матч основной сборной Уругвая против Анголы, однако за Селесте пока не дебютировал.

## Титулы
- Чемпион Аргентины во Втором дивизионе: 2012
- Кубок Либертадорес: 2009
- Финалист Южноамериканского кубка: 2008